# اوين ليزلي
اوين ليزلي (بالإنجليزية: Ewen Leslie)‏ هو ممثل أسترالي، ولد في 27 يوليو 1980 في أستراليا.

## وصلات خارجية
- اوين ليزلي على موقع IMDb (الإنجليزية)
- اوين ليزلي على موقع قاعدة بيانات الأفلام العربية
- اوين ليزلي على موقع ألو سيني (الفرنسية)
- اوين ليزلي على موقع أول موفي (الإنجليزية)
- اوين ليزلي على موقع قاعدة بيانات الأفلام السويدية (السويدية)
- اوين ليزلي على موقع قاعدة بيانات الفيلم (الإنجليزية)
- اوين ليزلي على موقع كينوبويسك (الروسية)